# شرعية إسرائيل

شعار دولة إسرائيل

شرعية دولة إسرائيل، قد أصبحت موضع تساؤل، وبصفة خاصة، ما إذا كانت سلطة إسرائيل السياسية على منطقة تطالب بها ينبغي القبول بها كسلطة سياسية شرعية. كما وتم صياغة الحجة في ما يتعلق بشرعية دولة إسرائيل بحق إسرائيل في الوجود.
إسرائيل عضو في الأمم المتحدة منذ 11 مايو 1949، لكن عدداً من الدول الأعضاء في الأمم المتحدة لا يعترفون بإسرائيل ويشككون في شرعيتها أو حقها في الوجود. حملة نزع شرعية إسرائيل هي حملة خاصة من جانب بعض القادة الفلسطينيين والعرب والمجموعات لحث الدول على رفض أو سحب الاعتراف بإسرائيل.

## تطبيع العلاقات الدبلوماسية والشرعية
من منظور العلاقات الدولية، تفي إسرائيل بالمعايير الأساسية للشرعية كدولة.[بحاجة لرقم الصفحة]
واعتباراً من عام 2020، فإن 28 دولة من الدول الأعضاء في الأمم المتحدة لا تعترف بدولة إسرائيل: 15 من بين 21 عضواً في الأمم المتحدة منضمين للجامعة العربية: الجزائر وجزر القمر وجيبوتي والعراق والكويت ولبنان وليبيا وعمان وقطر والسعودية والسودان والصومال وسوريا وتونس واليمن؛ 11 عضواً آخرين في منظمة التعاون الإسلامي: أفغانستان وبنغلاديش وبروناي وغينيا وإندونيسيا وإيران وماليزيا ومالي والنيجر وباكستان؛ وكوبا وكوريا الشمالية. من ناحية أخرى، يعترف سبعة أعضاء في جامعة الدول العربية بإسرائيل: مصر ودولة فلسطين والأردن وموريتانيا والإمارات العربية المتحدة والبحرين والمغرب؛ ويعترف معظم أعضاء منظمة التعاون الإسلامي غير العرب أيضًا بإسرائيل كدول آسيا الوسطى و‌البلقان.

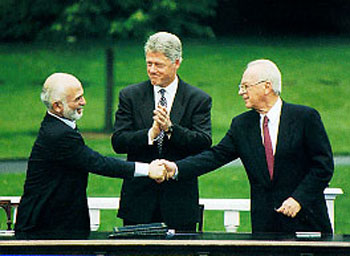
مصافحة بين الملك الأردني الحسين بن طلال وإسحاق رابين، يرافقهما بيل كلينتون، خلال مفاوضات السلام الإسرائيلية الأردنية، 25 يوليو 1994

وفي التسعينات، هاجمت الحركات الإسلامية واليسارية في الأردن معاهدة السلام الأردنية الإسرائيلية كونها تضفي الشرعية على إسرائيل. وتنظر أقليات كبيرة في الأردن لإسرائيل على أنها دولة غير شرعية، وكان عكس مسار تطبيع العلاقات الدبلوماسية مركزياً للخطاب الأردني.
وفي عام 2002 تبنت جامعة الدول العربية بالإجماع مبادرة السلام العربية في قمة بيروت. ودعت خطة السلام الشامل إلى التطبيع الكامل للعلاقات العربية الإسرائيلية مقابل انسحاب إسرائيلي كامل من الأراضي المحتلة في يونيو 1967. قالب تركي الفيصل في السعودية إن الدول العربية في تأييدها للمبادرة «فقد أوضحت أنها سوف تدفع ثمناً من أجل السلام، ليس فقط بالاعتراف بإسرائيل كدولة شرعية في المنطقة، بل أيضًا بتطبيع العلاقات معها، وإنهاء حالة القتال القائمة منذ عام 1948.»

### السلطة الفلسطينية وحماس

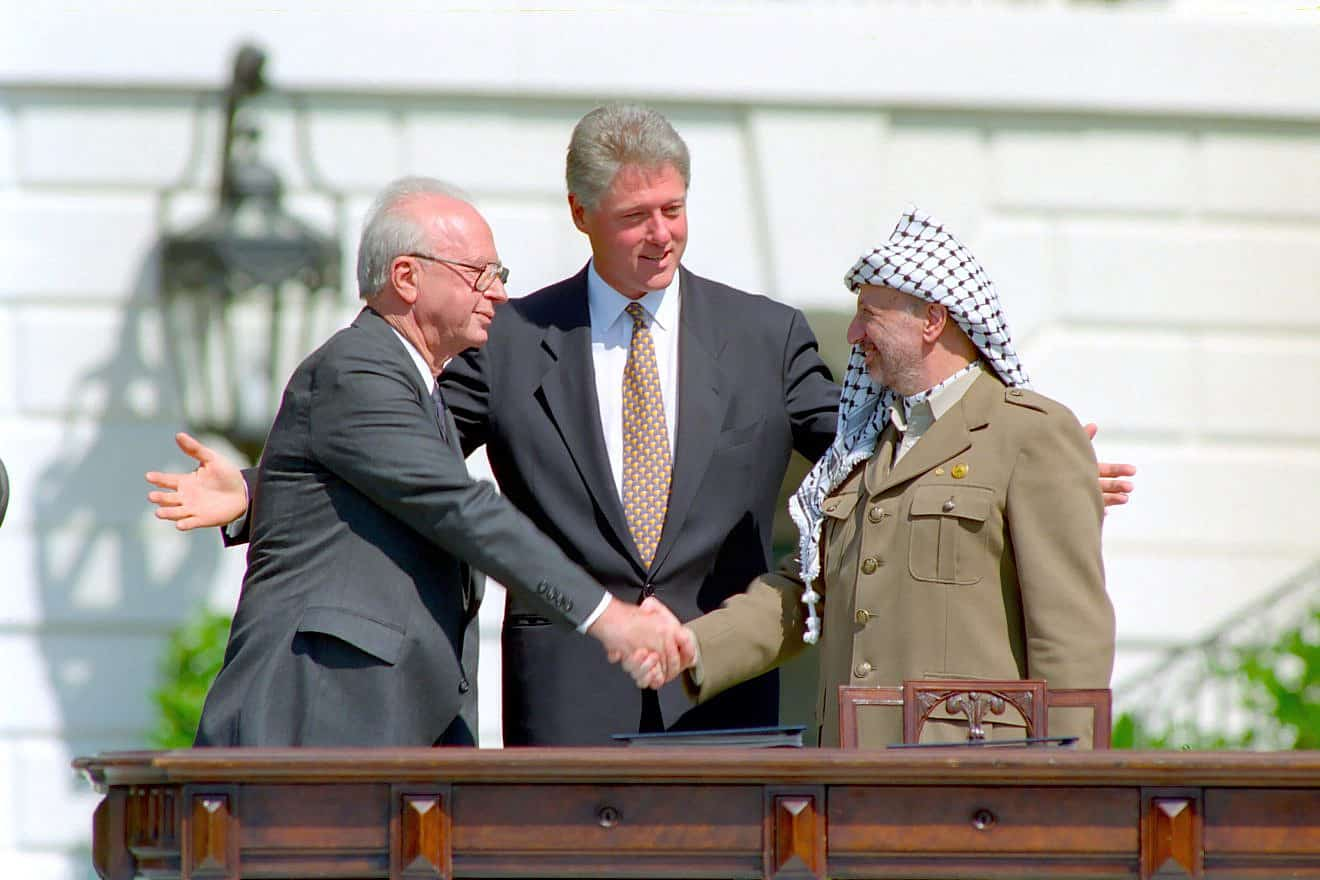
إسحاق رابين، بيل كلينتون، وياسر عرفات في حلف توقيع اتفاقية أوسلو، 13 سبتمبر 1993

بعد اتفاقية أوسلو الأولى اعترفت السلطة الفلسطينية وإسرائيل بشروط بحقهما في حكم مناطق محددة من البلاد. وقد عزَّز هذا سلطة إسرائيل القانونية والشرعية على الساحة الدولية. وقال رئيس السلطة الفلسطينية محمود عباس، بينما كان يتحدث في الأمم المتحدة بشأن الاعتراف بالفلسطينيين، «إنَّنا لم نأتِ إلى هنا سعياً إلى نزع الشرعية عن دولة أنشئت منذ سنوات، وهي إسرائيل».
حماس، على النقيض، لا تعترف بإسرائيل كحكومة شرعية. وعلاوة على ذلك، تنكر حماس شرعية اتفاقية أوسلو الأولى.

## خطاب نزع الشرعية
في السنوات الأخيرة خصوصاً، وفي أعقاب الانتخابات التشريعية الفلسطينية عام 2006 وحكم حماس في قطاع غزة، كثيراً ما يطبق مصطلح «نزع الشرعية» في الخطاب المحيط بالصراع الفلسطيني الإسرائيلي.

### خطاب الشرعية كمعاداة للسامية
تعتبر نزع الشرعية من قبل بعض المراقبين أنها سياسة كيل بمكيالين تفصل إسرائيل عن غيرها من الدول الشرعية التي لديها حكومات غير مثالية. وناقش ناتان شارانسكي، رئيس الوكالة اليهودية، اختبار «ثلاثي الأبعاد» لتحديد معاداة السامية الجديدة. وثالث تلك الاختبارات ثلاثية الأبعاد هي نزع الشرعية. ويفسر عندما يتم رفض حق إسرائيل الأساسي في الوجود – وحدها من بين جميع الشعوب الأخرى – فهذا أيضًا معاداة للسامية.
ويرى دوري غولد، رئيس مركز القدس الإسرائيلي للشؤون العامة، أن هناك «حملة لنزع الشرعية عن إسرائيل» استناداً إلى ثلاثة مواضيع، «إنكار حق إسرائيل في الأمن»، «تصوير إسرائيل كدولة مجرمة»، و«إنكار التاريخ اليهودي». ويرى الحنان ياكيرا، أستاذ الفلسفة في الجامعة العبرية في القدس، أيضًا أن تصوير إسرائيل على أنها «مجرمة» وإنكار التاريخ اليهودي، الهولوكوست على وجه التحديد، مسألتين رئيسيتين لرواية نزع الشرعية. ويعتقد آلان ديرشوفيتس أن خطوط قياسية أخرى وسيطة تشمل مزاعم طابع إسرائيل «الاستعماري»، وهو اعتقاد بأن صفة الدولة لم تمنح «بشكل قانوني»، والفصل العنصري، وضرورة التوصل إلى حل الدولة الواحدة. ذكر إروين كوتلر أن العدد غير المتوازن من القرارات الصادرة عن الأمم المتحدة ضد إسرائيل هو مثال على نزع الشرعية.
وقد وصف وزير الخارجية الكندي جون بيرد نزع شرعية إسرائيل على أنها معاداة السامية الجديدة.

### خطاب الشرعية كتشتيت للانتباه
إم. جي. روزنبرغ، الكاتبة في لوس أنجلوس تايمز، تقول بأن مصطلح «نزع الشرعية» هو «الهاء»، يهدف إلى تحويل الانتباه بعيداً عن معارضة العالم للاحتلال «الغير شرعي» للضفة الغربية والحصار المفروض على «قطاع غزة»، من المستوطنات «غير الشرعية»، وعن «الأصوات المتعالية والتي تدعو إسرائيل إلى منح الفلسطينيين حقوقاً متساوية». ويخلص إلى أنه «ليس الفلسطينيين هم من ينزعون الشرعية عن إسرائيل، بل الحكومة الإسرائيلية، التي تبقي على احتلالها. وقائد نزع الشرعية هو نتانياهو، الذي برفضه بازدراء للسلام يحول إسرائيل إلى منبوذة دولياً».

## مخاطر نزع الشرعية على السلام
وفقاً لجيرالد شتاينبرغ الكاتب في مركز القدس للشؤون العامة، فإن الاعتداءات على شرعية الإسرائيل تقف عائقاً أمام عملية السلام في الصراع الفلسطيني الإسرائيلي. عاموس يدلين، الرئيس السابق للمخابرات الإسرائيلية قال أن «نزع شرعية إسرائيل تمثل تهديداً أخطر من الحرب». ويقول توماس فريدمان، الكاتب في نيويورك تايمز، «لمدة 100 عاماً من خلال العنف ونزع الشرعية، فقد حرض الإسرائيليين والفلسطينيين على عدم السماح أبدأ للآخر بأن يشعر حقاً بأنه في وطنه في إسرائيل». ويقال أن نزع شرعية الخصم، من بين جميع المواضيع النفسية، أنها «واحدة من القوى الرئيسية الضارة التي تحول الصراع ليكون شرساً وعنيفاً، بينما يمنع الحل السلمي».
قال الرئيس الأمريكي باراك أوباما في خطاب مايو 2011 «للفلسطينيين، الجهود المبذولة لنزع الشرعية عن إسرائيل ستنتهي بالفشل. الإجراءات الرمزية لعزل إسرائيل في الأمم المتحدة في سبتمبر لن تنشئ دولة مستقلة». في عام 2012، قال الرئيس، «كلما بذلت جهود لنزع الشرعية عن دولة إسرائيل، فقد قامت إدارتي بمعارضتها.» وقال إروين كوتلر، المدعي العام الكندي السابق، أن نزع الشرعية «تتنكر خلف الخطاب الحالي». وهي مخفية في القرارات الصادرة عن الأمم المتحدة ضد إسرائيل، والاختصاص القضائي العالمي «غالباً ما يساء» فيما يتعلق بإسرائيل، ويتم «تجميلها تحت ستار حقوق الإنسان»، وتخفى وراء استخدام الاتهامات بالعنصرية والأبارتايد.
تعتبر نزع الشرعية تهديداً لأمن إسرائيل. ويصف ديفيد شوارتز المطالب بعدم دخول إسرائيل إلى قطاع غزة وهزيمة حماس خلال عملية عمود السحاب بمثابة «نزع الشرعية عن حق إسرائيل في الدفاع عن نفسها». وقالت تسيبي ليفني أن «خطر نزع الشرعية هي أشد المخاطر الأخرى التي تواجهها إسرائيل، وتحد من قدراتنا على حماية أنفسنا».

## الشرعية والتميز الإسرائيلي
يعتبر البروفيسور إيمانويل أدلر من جامعة تورنتو أن إسرائيل على استعداد لقبول حالة حيث يمكن من خالها الطعن بشرعيتها، لأنها ترى نفسها تحتل مكاناً فريداً في النظام العالمي. ويقول ستاسي إي. غودارد من كلية ليسلي أن شرعية الرواية التاريخية الإسرائيلية تستخدم كأداة لتأمين الأراضي.